# Los Pinos
La Residencia Oficial de los Pinos, o più semplicemente Los Pinos, è la residenza del Presidente degli Stati Uniti Messicani.

## Storia

### Gli inizi
Nel gennaio del 1853 il dottor Don José Pablo Martínez del Río, patriarca di una delle famiglie più benestanti del paese del XIX secolo e della prima metà del ventesimo, acquistò una parte delle terre della zona conosciuta come Molino del Rey da Don José Rincón Gallardo, per le quali pagò un totale di circa duemilatrecento pesos. Il nuovo proprietario vi costruì un ranch che chiamò La Hormiga (in italiano: "la Formica"), dato che era la più piccola delle sue proprietà. Solo successivamente l'edificio si trasformò in residenza. Lo chalet all'inglese che dominava l'intera proprietà fu costruito per il dottor Martínez del Río alla fine del diciannovesimo secolo. Il tetto era a due falde con torrette ai lati, particolare molto apprezzato all'epoca.
Il periodo presidenziale di Lázaro Cárdenas iniziò il 1º dicembre 1934. Il giorno stesso, dopo la cerimonia di inizio mandato, dichiarò che non desiderava abitare nel Castello di Chapultepec, per lui troppo lussuoso, dato che voleva aprire le porte della sua residenza a tutti i messicani. Per questo Cárdenas designò come sua residenza ufficiale il ranch La Hormiga, preferendo stare in pieno contatto con la natura ed essendo la proprietà nel territorio di Chapultepec. Il nome del ranch non gli sembrò adeguato per una casa presidenziale, per cui lo cambiò in Los Pinos (in italiano: "i Pini"), nel ricordo del nome del frutteto vicino Tacámbaro, nel Michoacán, in cui si innamorò della sua futura moglie  Amalia Solórzano.
Cárdenas si trasferì nella residenza nel marzo del 1935 e, per adeguarla alle necessità del presidente e della sua famiglia, essa venne ristrutturata.

### Residenza presidenziale
Quando Manuel Ávila Camacho diventò presidente, decise di andare a vivere a Los Pinos nel 1941, nonostante il malcontento del popolo, dato che la maggior parte di esso considerava come unico posto adeguato per il presidente il Castello di Chapultepec.
Nello chalet all'inglese (attualmente chiamato casa Lázaro Cárdenas), vissero anche i suoi successori Manuel Ávila Camacho e Miguel Alemán. Quest'ultimo decise di costruire un'altra casa più grande e funzionale, che sarebbe potuta servire ai successivi presidenti come residenza ufficiale. Durante i loro governi, i presidenti Miguel de la Madrid, Carlos Salinas de Gortari e Ernesto Zedillo Ponce de León svolsero le proprie funzioni in questa residenza.

### La casa Miguel Alemán
All'inizio del mandato del Presidente Alemán si iniziarono a ricevere visite nella residenza di importanti personalità nell'ambito politico e culturale, ed il solo chalet iniziò a risultare insufficiente per ospitare suddette personalità. Situazione che, unitasi al fatto che la famiglia di Alemán era molto numerosa, determinò l'avvio della costruzione di una nuova residenza che potesse adattarsi meglio alle esigenze del presidente e dei suoi ospiti.
L'architetto Giraud Esteva realizzò un progetto iniziale, il quale fu poi modificato da Fernando Parra Hernández seguendo lo stile francese. Nel 1947 si iniziarono i lavori per la costruzione della casa, i quali vennero terminati cinque anni più tardi. La casa venne costruita su tre livelli: il primo piano per le abitazioni, il piano terra per i saloni di ricevimento, il piano sotterraneo per le sale ricreative.
Da quando fu costruita, la casa Miguel Alemán ha subito numerose modifiche volte ad adattarla alle necessità dei vari presidenti. Le modifiche più importanti furono realizzate durante il mandato di Vicente Fox, che convertì la residenza abitativa in ufficio, conservando tuttavia la biblioteca, la sala da pranzo, e i saloni per le feste.